# Isabel Allende
Pour les articles homonymes, voir Allende.
Ne pas confondre avec la femme politique Isabel Allende Bussi.
Œuvres principales
- La Maison aux esprits

Isabel Allende, née le 2 août 1942 à Lima au Pérou, est une journaliste et écrivaine chilienne, naturalisée américaine d'expression espagnole. Elle aborde des questions liées aux femmes, à la mémoire, à l'imaginaire latino-américain et à sa propre autobiographie. Ses œuvres ont été traduites dans plus de 40 langues.

## Biographie

### Origines familiales et formation
Isabel Allende, de nationalité chilienne, est née à Lima au Pérou, où son père, Tomás Allende Pesce, cousin germain du président de la République du Chili Salvador Allende, était diplomate.  Elle a des ancêtres basques par son père et portugais et espagnols par Francisca Llona Barros, sa mère, morte en 2018. Isabel est la cousine de la femme politique chilienne Isabel Allende Bussi.
En 1945, après la séparation de ses parents, sa mère déménage avec ses trois enfants à Santiago, au Chili , où ils vivent jusqu'en 1953. Cette année-là, sa mère épouse Ramón Huidobro, également diplomate, qui est affecté en Bolivie puis à Beyrouth.
En Bolivie, elle fréquente une école privée américaine et à Beyrouth une école privée anglaise. En 1958, elle retourne au Chili, où elle achève ses études secondaires. Elle rencontre alors son futur mari, Miguel Frías.

### Carrière au Chili (1959-1975)
De 1959 à 1965, elle travaille pour la FAO (Food and Agriculture Organization) des Nations unies, à Santiago. En 1962, elle épouse Miguel Frías. L'année suivante naît sa fille Paula.
Les années 1964-1965 sont occupées par un long séjour en Europe. Elle réside notamment à Bruxelles et en Suisse. Elle retourne en 1966 au Chili, où naît son fils Nicolás.
À partir de 1967, elle fait partie de la rédaction de la revue Paula. En 1973-1974, elle collabore à la revue pour enfants Mampato. Elle publie deux contes pour enfants, La abuela Panchita (Grand-mère Panchite) et Lauchas y lauchones (Petites et grosses souris), ainsi qu'un recueil d'articles, Civilice a su troglodita (Civilisez votre troglodyte). Elle anime des émissions à la télévision chilienne (chaînes 13 et 7).
En 1973, sa pièce de théâtre El embajador (L'ambassadeur) est représentée à Santiago. 
Le coup d'État du 11 septembre, mené par le général Pinochet, cause la mort du cousin de son père Salvador Allende, président du Chili depuis 1970. Cela rend la position d'Isabel Allende difficile au Chili[réf. nécessaire], alors que la répression frappe les opposants au nouveau régime, dont beaucoup s'exilent pour échapper à la mort.

### L'exil (1975) et ses suites
En 1975 elle s'installe avec sa famille au Venezuela. Elle y restera treize ans. Elle travaille au journal El Nacional de Caracas, puis dans une école secondaire jusqu'en 1982.
En 1981, en apprenant que son grand-père, âgé de 99 ans, est en train de mourir, elle commence à lui écrire une lettre, qui deviendra le manuscrit de La Maison aux esprits (La casa de los espíritus), son premier roman, une chronique familiale avec des souvenirs d'enfance, et de ceux qui peuplaient la vieille maison habitée par ses grands-parents. Publié l'année suivante, ce roman connaît un immense succès et est adapté au cinéma par Bille August. Il est suivi de De amor y de sombra dans lequel elle raconte l'apparition dans une mine du nord du Chili des corps de paysans tués par les services de sécurité de la dictature.
Séparée de son mari, elle épouse en secondes noces l'avocat Willie Gordon, le 7 juillet 1988, à San Francisco. Elle réside depuis cette date à San Rafael, en Californie. Sa fille Paula meurt le 6 décembre 1992, après avoir été dans le coma durant toute une année, des suites de la porphyrie. Au cours des heures interminables passées dans les couloirs de Madrid puis à son chevet en Californie, cette douloureuse épreuve lui inspire Paula, paru en 1994.
Elle publie en 2014 Le Jeu de Ripper (El juego de Ripper), son premier roman policier.
La même année, elle devient une des premières citoyennes de la République glaciaire.

## Style et thèmes
Quand Isabel Allende écrit, elle élabore un contexte en choisissant le lieu et l'époque, et à partir de là, les personnages et l'intrigue viennent d'eux-mêmes. L'humour est partie intégrante de ses œuvres. Avec l'écriture de La ciudad de las bestias, elle s'adresse à un public plus jeune qu'à l'accoutumée.
Son œuvre est classée dans le mouvement littéraire Post Boom, qui se caractérise par un retour au réalisme et une écriture plus simple (en opposition à la méta-littérature). Elle écrit notamment des textes à but éducatif étudiés en classe, en langue espagnole.

## Œuvre

### Romans

#### Trilogie involontaire
1. La Maison aux esprits, Fayard, 1984 ((es) La casa de los espíritus, 1982)
2. Fille du destin, Grasset, 2000 ((es) Hija de la fortuna, 1999)
3. Portrait sépia, Grasset, 2001 ((es) Retrato en sepia, 2000)

#### Autres romans
- D’amour et d’ombre, Fayard, 1986 ((es) De amor y de sombra, 1984)
- Eva Luna, Fayard, 1988 ((es) Eva Luna, 1987)
- Le Plan infini, Fayard, 1993 ((es) El plan infinito, 1991), basé sur la vie de William Gordon[10].
- Zorro, Grasset, 2005 ((es) El Zorro: Comienza la leyenda, 2005)En France, cette version de Zorro a été adaptée en comédie musicale aux Folies Bergère
- Inés de mon âme, Grasset, 2008 ((es) Inés del alma mía, 2006)roman historique
- L'Île sous la mer, Grasset, 2011 ((es) La isla bajo el mar, 2009)
- Le Cahier de Maya, Grasset, 2013 ((es) El cuaderno de Maya, 2011)
- Le Jeu de Ripper, Grasset, 2015 ((es) El juego de Ripper, 2014)roman policier
- L'Amant japonais, Grasset, 2016 ((es) El amante japonés, 2015)
- Plus loin que l'hiver, Grasset, 2020 ((es) Más allá del invierno, 2017)
- Violetta (2022)
- El viento conoce mi nombre (2023)

### Autobiographies romancées et mémoires
- Paula, Fayard, 1995 ((es) Paula, 1994)
- Aphrodite, contes recettes et autres aphrodisiaques, Grasset, 2001 ((es) Afrodita, 1997)
- Mon pays réinventé, Grasset, 2003 ((es) Mi país inventado, 2003)
- La Somme de jours, Grasset, 2012 ((es) La suma de los días, 2007)

### Ouvrages de littérature d'enfance et de jeunesse
- (es) La abuela Panchita, 1974
- (es) Lauchas y lauchones, ratas y ratones, 1974
- (es) La gorda de porcelana, 1984
- La Cité des dieux sauvages, Grasset, 2002 ((es) La ciudad de las bestias, 2002)
- Le Royaume du dragon d'or, Grasset, 2004 ((es) El reino del dragón de oro, 2003)
- La Forêt des pygmées, Grasset, 2006 ((es) El bosque de los Pigmeos, 2004)
- (es) Más allá del invierno, 2017

### Recueil de nouvelles
- Les Contes d'Eva Luna, Fayard, 1991 ((es) Cuentos de Eva Luna, 1989)

### Théâtre
- (es) El embajador, 1972
- (es) La balada del medio pelo, 1973
- (es) Yo soy la Tránsito Soto, 1973
- (es) La casa de los siete espejos, 1975

### Autre publication
- (es) Amor, 2013
- La librairie de la pomme verte, Ed. des Arènes, 2013, 267 p. (ISBN 978-2-35204-244-0), « Book Passage », p. 17-21

## Prix littéraires
Liste non exhaustive
- Meilleur roman de l'année du Chili, 1983 pour La Maison aux esprits
- Auteur de l'année, Allemagne, 1984
- Livre de l'année, Allemagne, 1984 pour La Maison aux esprits
- Meilleur roman, Mexique, 1985 pour La Maison des esprits
- Auteur de l'année, Allemagne 1986
- Prix Relay 1984[11] pour La Maison aux esprits
- Premio Bellas Artes de Narrativa Colima para Obra Publicada (es) 1985 pour D'amour et d'ombre
- Prix Malaparte 1998 pour l'ensemble de son œuvre
- Prix national de littérature (Chili) 2010 pour l'ensemble de son œuvre
- Premio Libro de Oro (en) 2014 pour Le Jeu de Ripper
- Médaille présidentielle de la Liberté[12] 2014
- National Book Foundation Medal for Distinguished Contribution to American Letters[12] 2018

## Adaptation de son œuvre au cinéma
- 1993 : La Maison aux esprits (The House of the Spirits), film germano-dano-luso-américain réalisé par Bille August, d'après son roman éponyme de 1982.

## Honneurs
- 2014 : Doctorat honoris causa de l'Université Harvard[13]
- (9778) Isabelallende, astéroïde.